# 国道308号

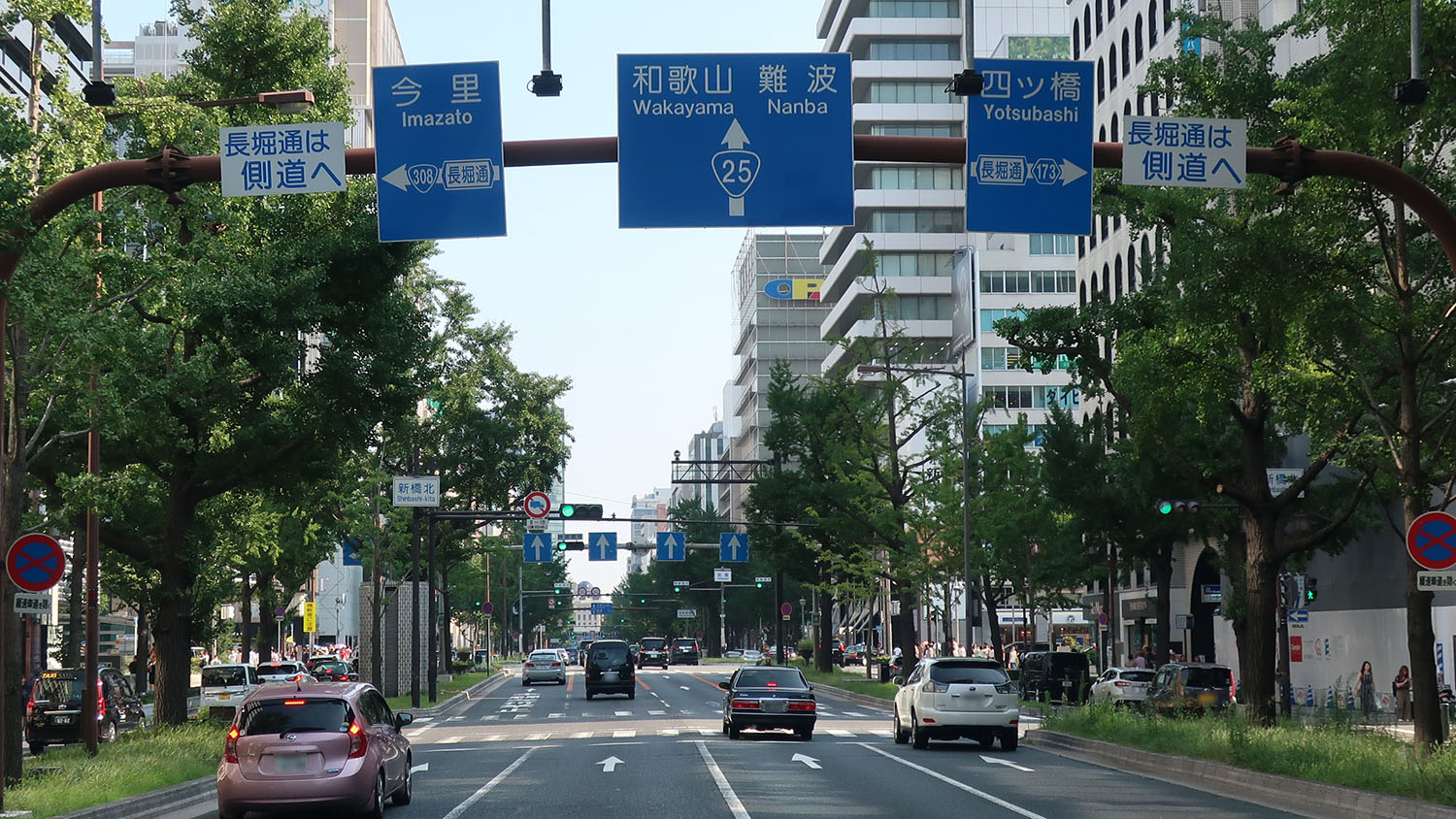
国道308号起点
大阪府大阪市中央区
新橋交差点

国道308号（こくどう308ごう）は、大阪府大阪市中央区から奈良県奈良市に至る一般国道である。

## 概要

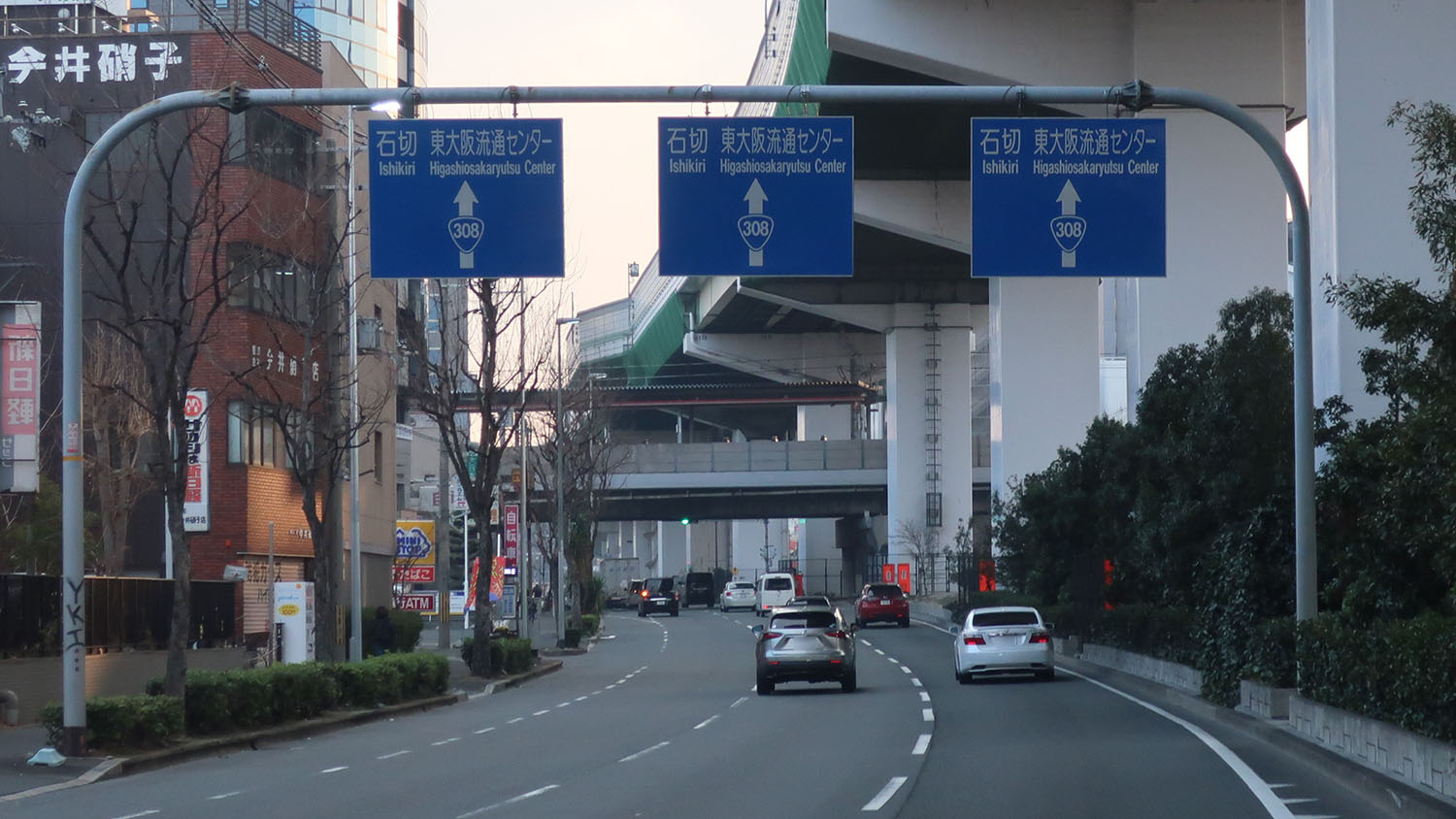
東大阪市のバイパス区間
大阪府東大阪市高井田本通

大阪市と奈良市間（通称、阪奈）を生駒山地の暗峠（くらがりとうげ）を越えて、直接的かつ最短ルートで結ぶ国道路線である。東大阪市から奈良市を結ぶ自動車専用道路の第二阪奈道路は本路線のバイパス道路にあたり、かつては国道308号に指定されていた。主に東大阪 - 大阪市内、中央大通と呼ばれる区間は、第一次緊急輸送道路（広域緊急交通路）として指定され、また、地下鉄中央線および近鉄けいはんな線、阪神高速13号東大阪線が並走するなど、東西の幹線が少ない大阪の道路において重要な役割を担っている。
暗峠越えの酷道と呼ばれる経路（や旧国道308号部分）は、かつての暗越奈良街道を踏襲しており、石畳のある暗峠の区間は、旧建設省が制定した日本の道100選に選定された道路でもある。
都市間・長距離・高速移動上の実用面で、阪奈を行き来するために国道308号の現道を通行する利用者はほとんどおらず、並走する阪神高速13号東大阪線 - 第二阪奈有料道路、阪奈道路を利用するドライバーがほとんどである。

### 路線データ
一般国道の路線を指定する政令に基づく起終点および重要な経過地は次のとおり。
- 起点：大阪市（中央区、新橋交差点 = 国道25号交点）
- 終点：奈良市（三条大路二丁目交差点 = 国道24号交点）
- 重要な経過地：東大阪市、生駒市（小瀬町）
- 総延長：35.1 km（大阪府 11.2 km、大阪市 7.5 km、奈良県 16.4 km）重用延長を含む[6][注釈 2]
- 重用延長：0.8 km（大阪府 0.8 km、大阪市 - km、奈良県 - km）[6][注釈 2]
- 未供用延長 : なし[6][注釈 2]
- 実延長：34.3 km（大阪府 10.4 km、大阪市 7.5 km、奈良県 16.4 km）[6][注釈 2]
  - 現道：33.8 km（大阪府 10.4 km、大阪市 7.5 km、奈良県 15.9 km）[6][注釈 2]
  - 旧道：0.5 km（大阪府 - km、大阪市 - km、奈良県 0.5 km）[6][注釈 2]
  - 新道：なし[6][注釈 2]
- 指定区間：なし[7]

## 歴史
現在、国道308号に指定されている大坂と奈良の中心市街を結ぶこの道は、奈良時代に切り開かれた「暗越奈良街道」とよばれる平城京と難波津を結ぶ道筋を踏襲するもので、大陸と奈良の都を結ぶ文化交流の道としての役割を担った。江戸時代には参勤交代路としても使われ、暗峠では俳人松尾芭蕉が暗越を詠んだ句碑も残されており、その道路の歴史性と地元の親愛性が評価されて1986年（昭和61年）に「日本の道100選」にも選ばれている。
戦後昭和期になり、1969年（昭和44年）12月4日に道路法（昭和27年政令第180号）に基づく一般国道の追加路線指定で、大阪府道173号大阪八尾線の大阪市南区新橋 - 東成区今里、大阪府道・奈良県道702号大阪枚岡奈良線のうち大阪市東成区今里 - 生駒郡生駒町小瀬と奈良市中町砂茶屋 - 奈良市大森町、奈良県一般県道小瀬砂茶屋線の全線（当時の地名で表記）が昇格するかたちで一般国道308号が指定され、翌1970年（昭和45年）4月1日より施行された。
この当時の国道308号は暗越奈良街道の道筋ではなく、2年後の1972年（昭和47年）に大阪市東成区新深江 - 東大阪市箱殿町の国道308号の経路指定の変更により現在の道筋となっている。
暗峠越えの狭隘な道路が国道に指定された経緯については、北側で並行する第二阪奈道路が一般国道308号の有料バイパス道路として建設される際に、既存の道路を改良する体裁をとるために、暗越奈良街道をダミーとして国道に指定したとする説がいわれている。

### 年表
- 1961年（昭和36年） - 十大放射線・三環状線事業により、大阪市港区 - 枚岡市を結ぶ築港枚岡線（大阪市内部 築港深江線）別名中央大通りとして都市計画道路整備。
- 1970年（昭和45年）4月1日 - 一般国道308号（大阪府大阪市 - 奈良県奈良市）として指定施行[10]。
  - なお、当時国道指定された道筋は東成区新深江 - 東大阪市箱殿町では現在の大阪府道・奈良県道702号大阪枚岡奈良線で、現在の国道308号とは異なる。当時の終点は当時の国道24号（現・奈良県道754号）と接続した奈良市大森町。
- 1972年（昭和47年）10月1日 - 東成区新深江 - 東大阪市箱殿町は現在の国道308号道筋が国道指定。旧国道308号は大阪枚岡奈良線として一般府県道に格下げ。
- 1977年（昭和52年）11月1日 - 1972年（昭和47年）3月22日から国道24号奈良バイパス第1期との重複区間だった奈良市尼辻東町（現：三条大路1丁目） - 奈良市大森町間が区域変更を受けて指定を外れる[11][12]。奈良県道1号奈良生駒線として主要地方道に格下げ。

## 路線状況
第二阪奈道路（東大阪市 - 奈良市）と並行する現道は、大阪府と奈良県にまたがる生駒山地の暗峠越えの古くからある登山路をそのまま国道に指定しているため、道幅も勾配も自動車走行を意識した道路設計になっていない。関西を代表するいわゆる酷道とも評されており、暗峠より西の大阪側は、一方通行として規制されている区間があるほどの急斜面と、幅1車線のコンクリート舗装道路の区間があり、対向車とのすれ違いが困難である。
大阪市の中心地にある起点・新橋交差点から東へ続く長堀通の区間と、奈良市にある第二阪奈道路の宝来ランプから終点・三条大路2丁目交差点の区間は、交通量が多く幹線道路の趣が強い。
一方、法律上国道308号のバイパスとして建設された第二阪奈道路は、自動車専用道路で一見高速自動車国道に見えるが、道路種別は地域高規格道路に指定されている。

### 狭隘区間

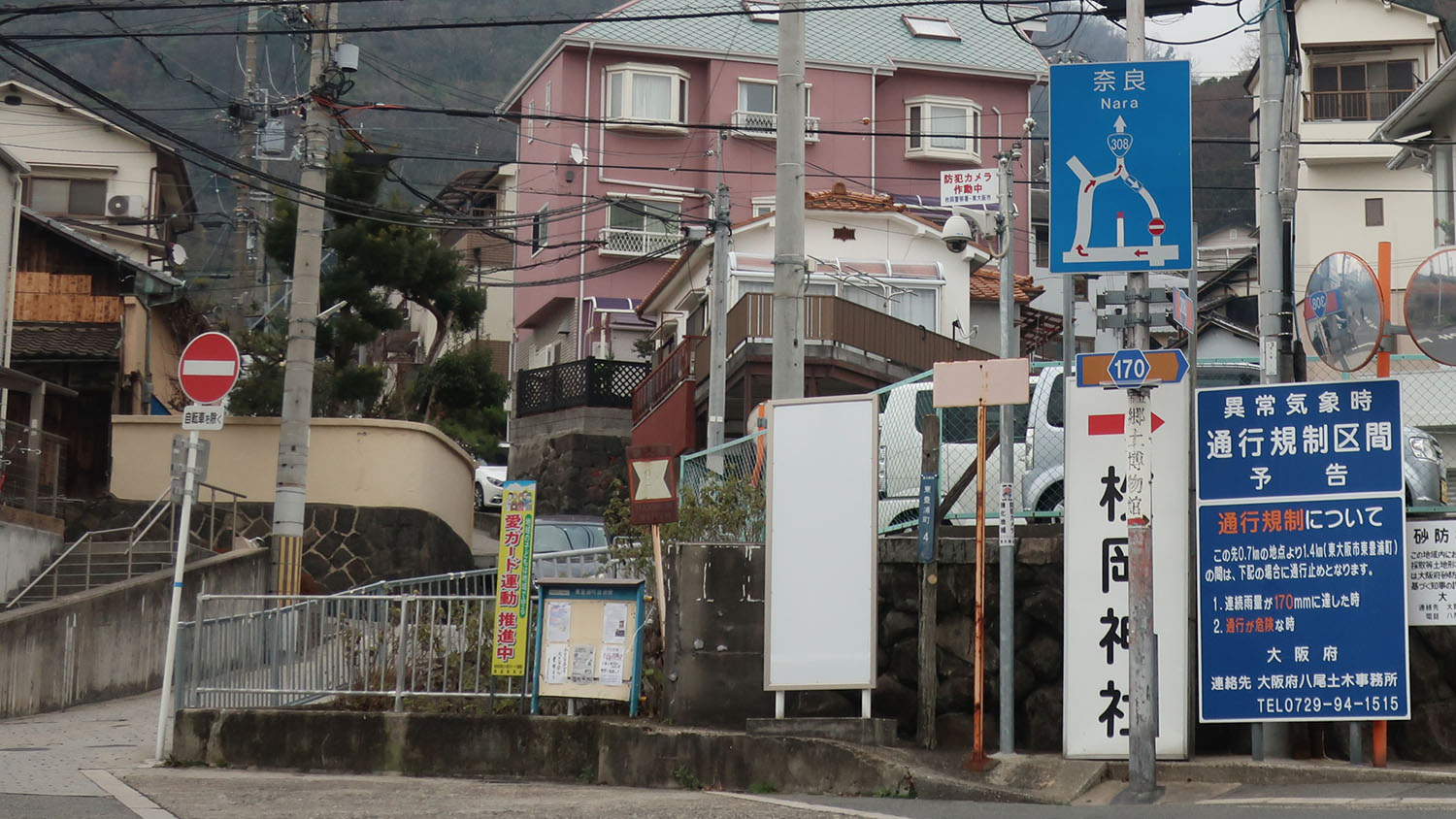
東大阪市側の狭隘区間入口
一方通行規制を示す標識
大阪府東大阪市豊浦町

東大阪市から奈良市にかけて、自動車同士でのすれ違い困難な非常に狭い1車線区間がある。沿道には住宅が多く周辺住民にとっては重要な生活道路で相応の交通量があるものの、道端には「道路狭小につき通り抜けご遠慮願います」の看板もある。路面の大部分はコンクリート舗装で、すべり止めのための「○型」の溝が多数刻まれている。東大阪市東豊浦町および、生駒市萩原町 - 小瀬町間の小瀬町西交差点付近の一部区間に、西行きの一方通行規制が敷かれている。民家の間をすり抜けて軒先をかすめるようなところも多く、待避所も設けられていないため、すれ違い困難な所が多い。
生駒市と奈良市宝来間の狭隘区間も集落内や田畑の中の1車線の幅員の道路で、なかでも平地林を通る所で、道の両脇に不法投棄防止のためのフェンスが張り巡らされている区間は、体感的に余計その狭さを感じる。
現在ではある程度改修工事が進み、軽自動車も通行困難な狭隘区間は解消している。付け替え後の新道の脇に旧道の残っている部分があるが、そこは軽自動車がようやく通行可能なほどに道幅が狭くなっている。
奈良交通奈良富雄線（近鉄奈良駅 - 尼ヶ辻駅 - 学園前駅）が毎時1・2本運転されており、2018年春まではそれに加え尼ヶ辻駅 - 県総合医療センター間も毎時3本程度運転されており、尼ヶ辻駅付近および、宝来バス停 - 東坂バス停間は狭隘な区間を路線バスが走行する。また尼ヶ辻駅にはバス誘導員が常駐し、狭隘区間を走行するバス同士や誘導員と無線連絡を行いながら走行している。

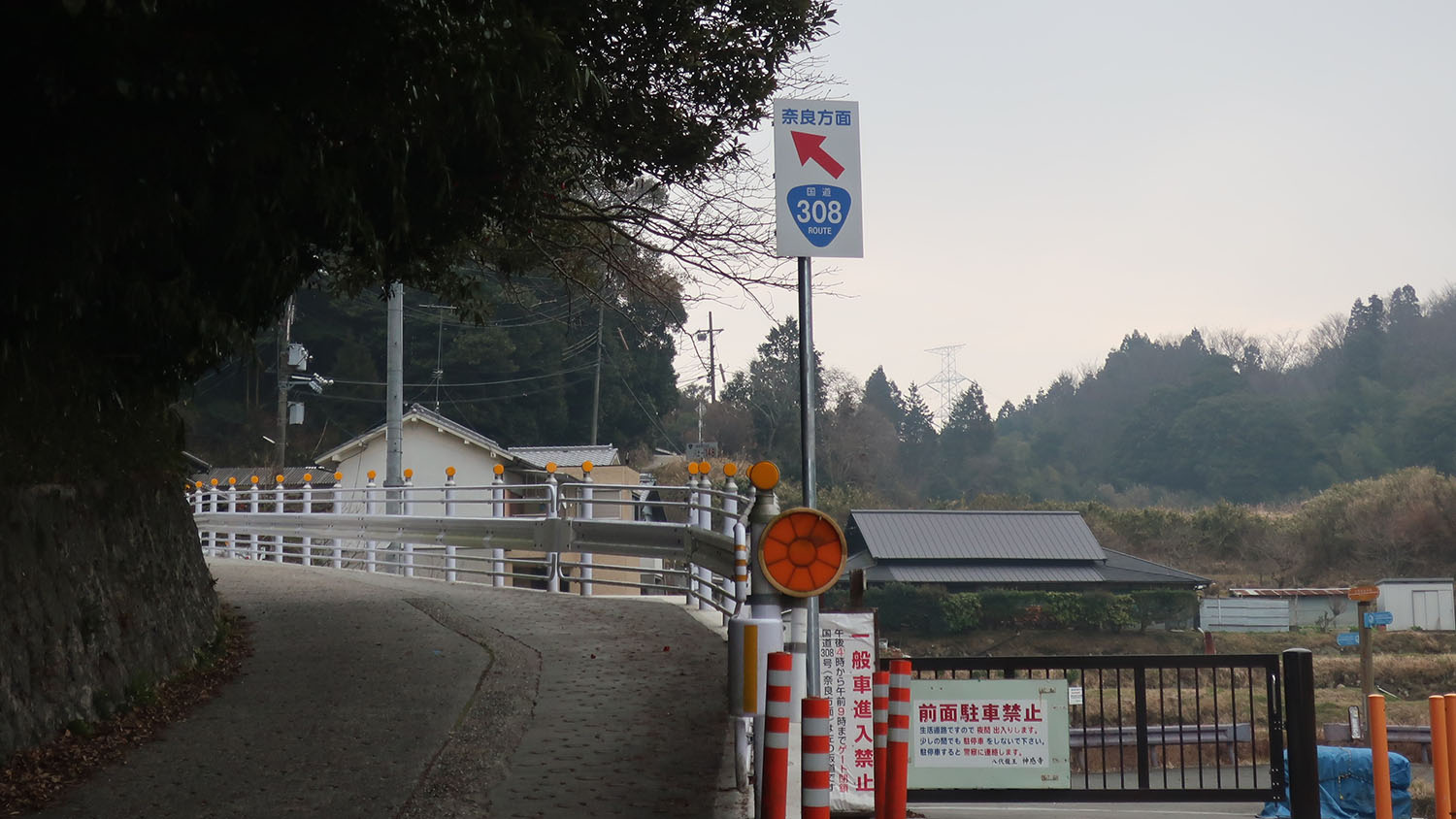
東大阪市の狭隘区間 大阪府東大阪市東豊浦町
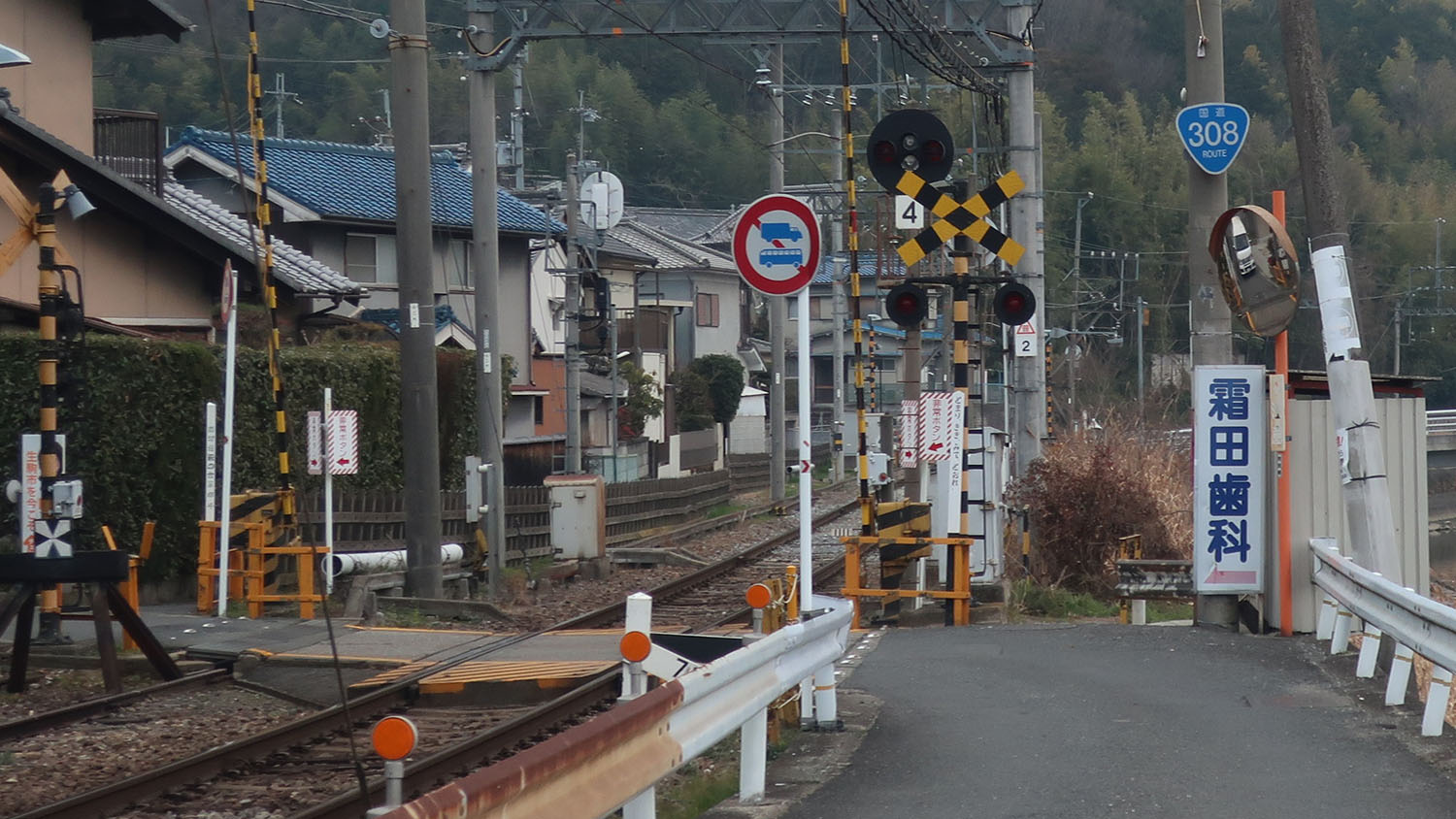
生駒市の狭隘区間 奈良県生駒市小瀬町

### 暗峠近隣

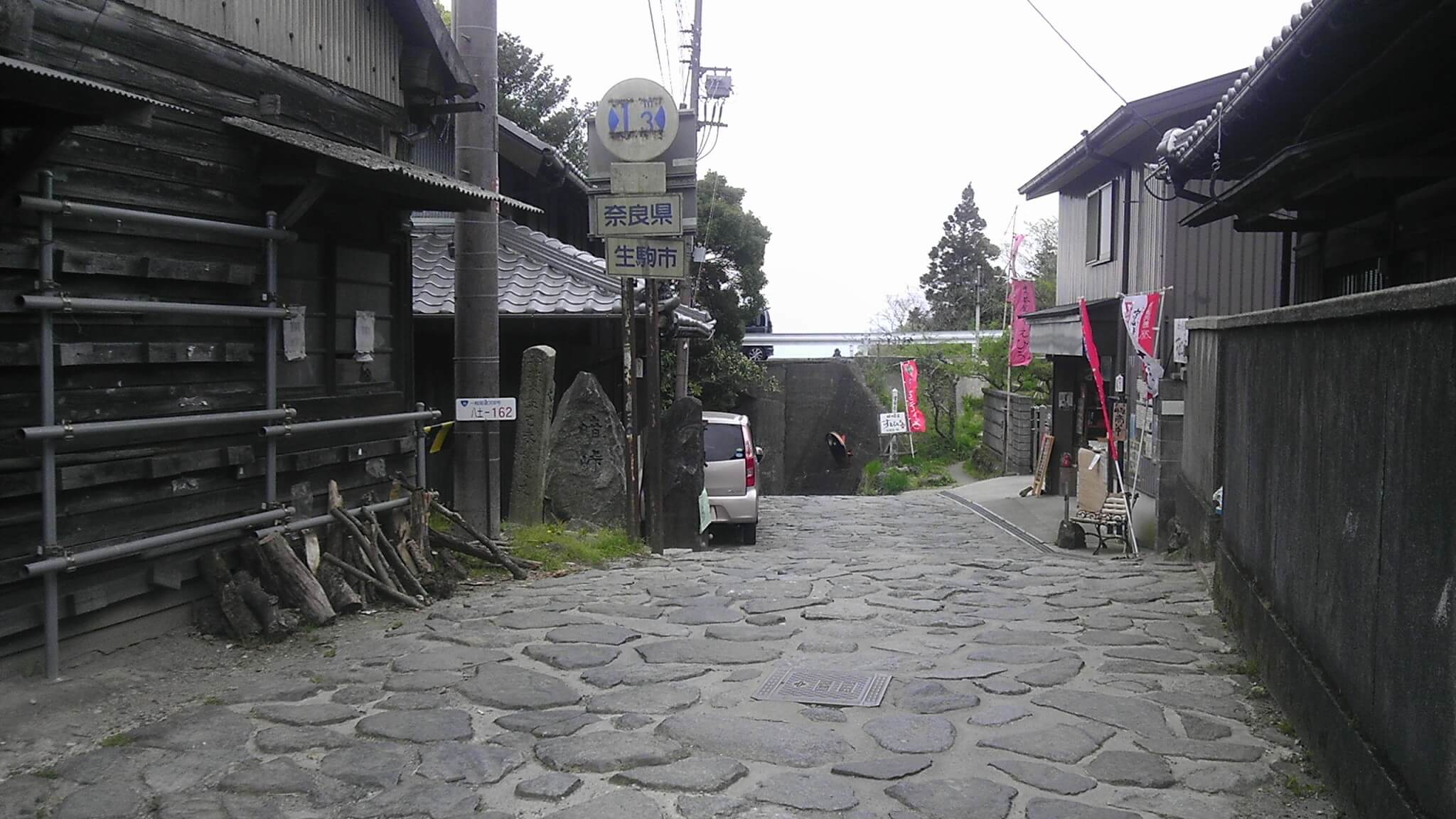
暗峠の頂上付近（大阪府側から）。石畳が敷かれている。奈良県側に見えるガードレールがある道路は信貴生駒スカイライン。県境標識の上にある標識は直後にある旧道の幅員制限の標識（後に撤去・2012年頃撮影）。

暗峠の登坂区間は、狭路に加え急勾配・急カーブで、特に大阪側は最大斜度31%ともいわれる国道随一の急坂がある。ヤマハ電動アシスト自転車PASによると、最も急な斜面の傾斜計での簡易測定では、傾斜角度26度 (勾配48.7%) であった。奈良県側は比較的緩やかとなる。
かつて通行車両の最大幅1.3m制限の道路標識が設置されていたなど、実態として車道としての機能を果たさない道路と看做される。冬季は道路が凍結することもあり、その危険度の高さから、自動車運転初心者や運転に自信のない者は通らない方が良いとする意見もある
信貴生駒スカイラインと交差する付近は暗峠の頂上付近であるが、出入口が無いため、直接アクセスすることはできない。
暗峠の頂上付近は、日本の国道としては極めて珍しい石畳の道路が現存する。

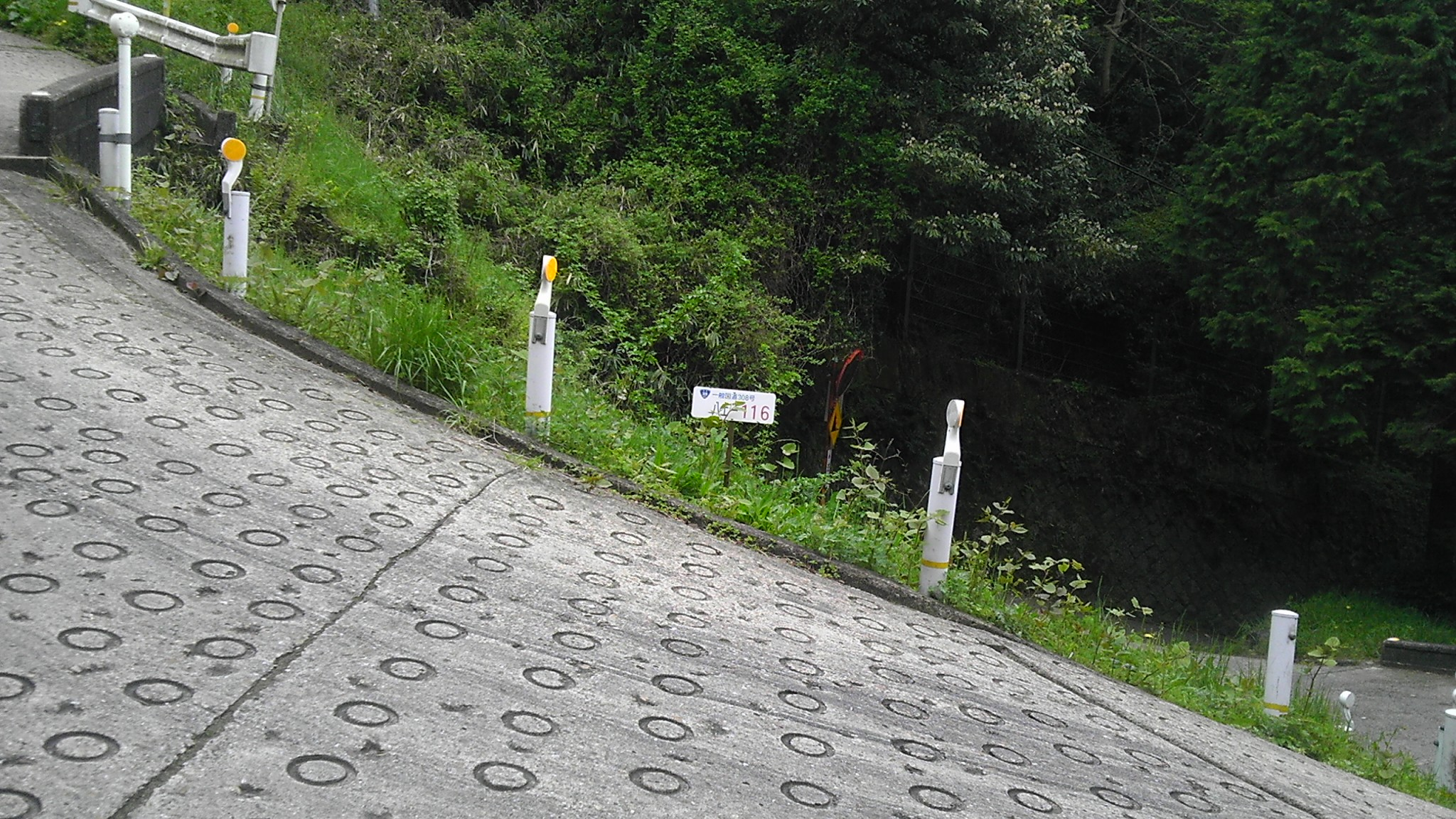
暗峠西側の急坂区間を平行に見ると如何に急坂かが解る。
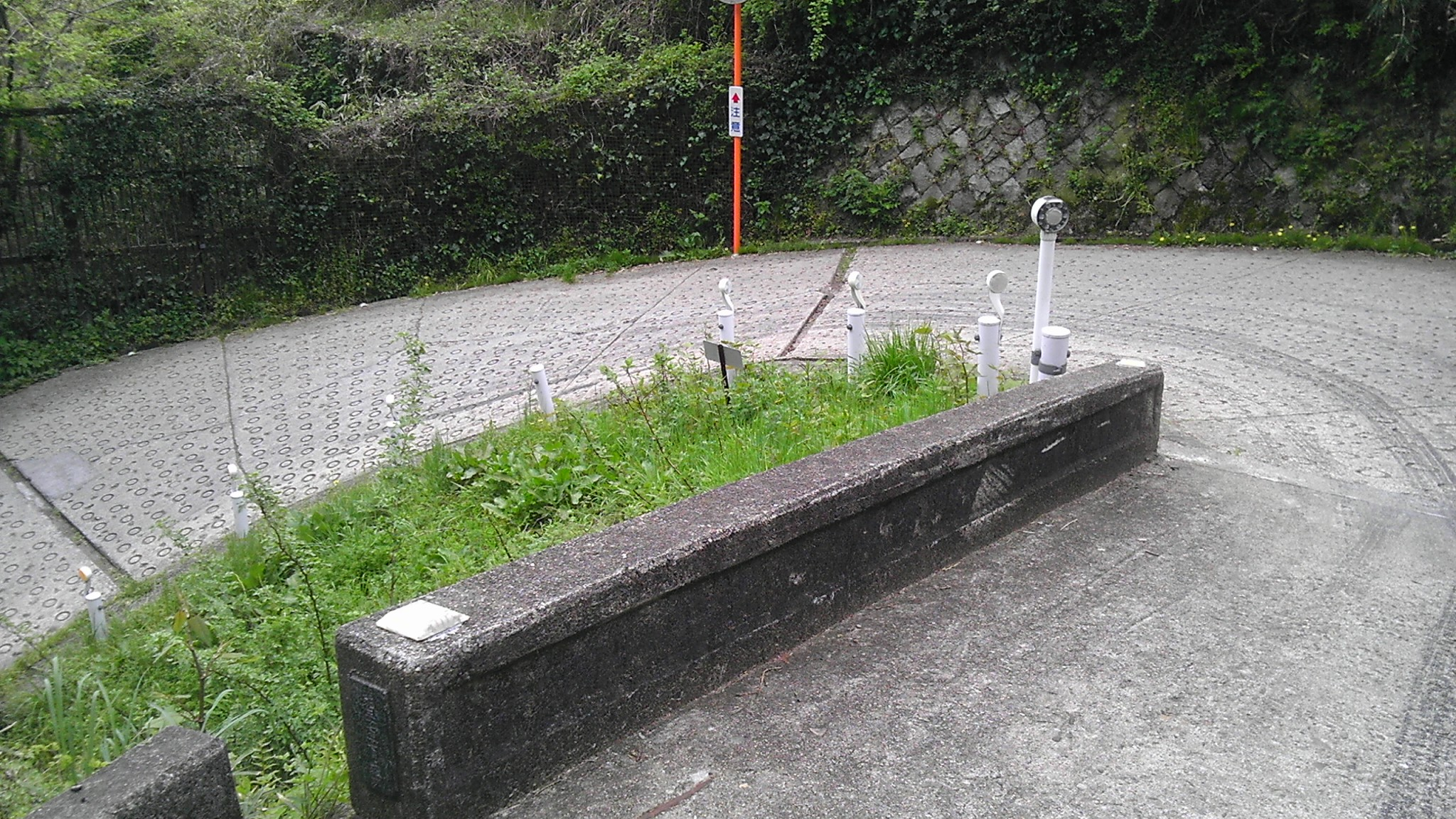
暗峠西側の急坂から下を撮影。高低差が著しい。
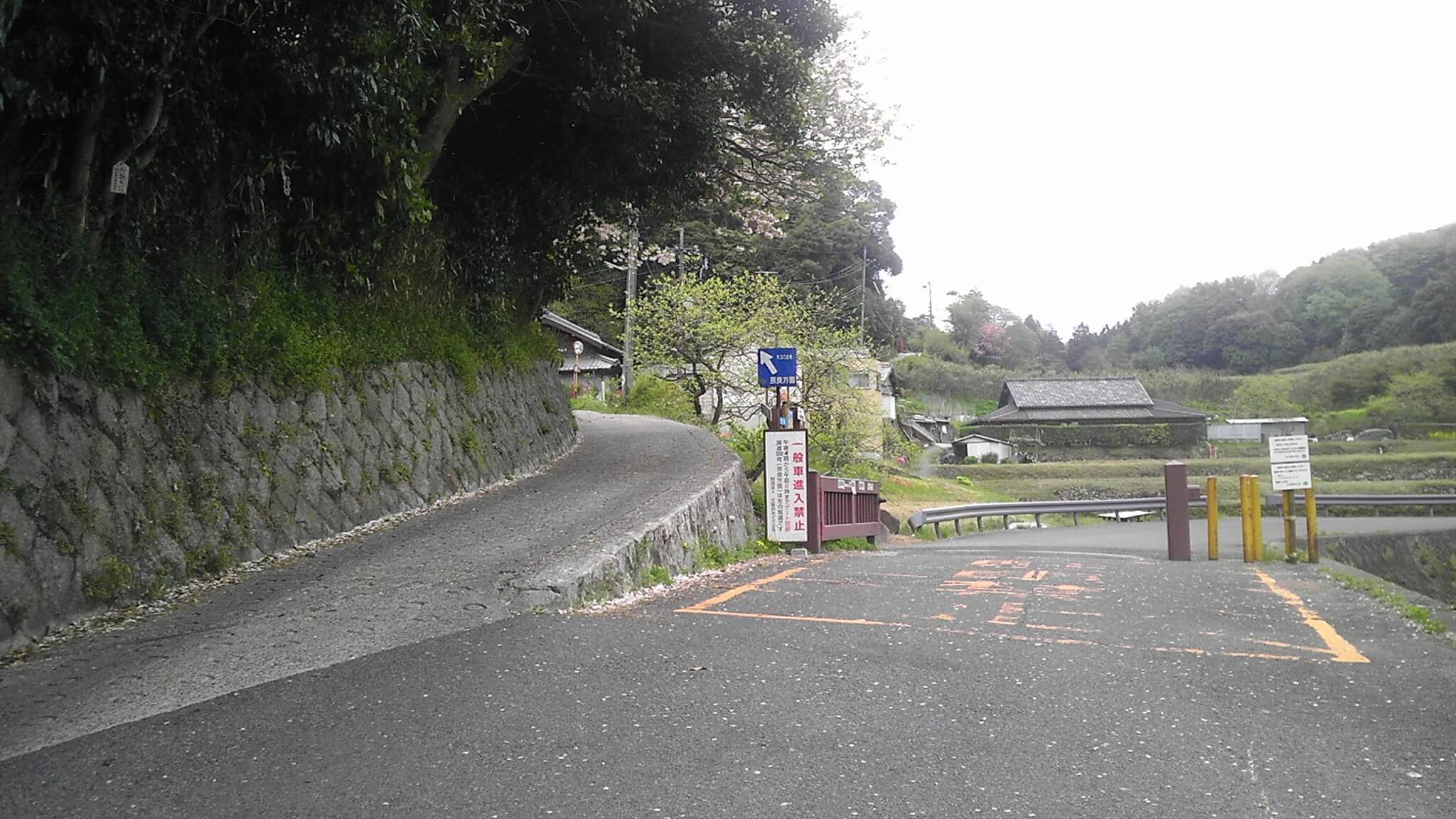
国道308号線の本道は左側上り坂。2022年現在では落下防止のガードレールが取り付けられている（2012年撮影）。

### 通称
- 暗越奈良街道
  - 長堀通（大阪市中央区南船場 - 東成区大今里）
  - 千日前通（大阪市東成区大今里 - 東成区深江南）
  - 内環状線（大阪市東成区深江南 - 東成区深江北（国道479号重複区間））
  - 中央大通（大阪市東成区深江北 - 東大阪市西石切町）
  - 三条通り（奈良市三条大路五丁目 - 奈良市三条大路二丁目）

### バイパス

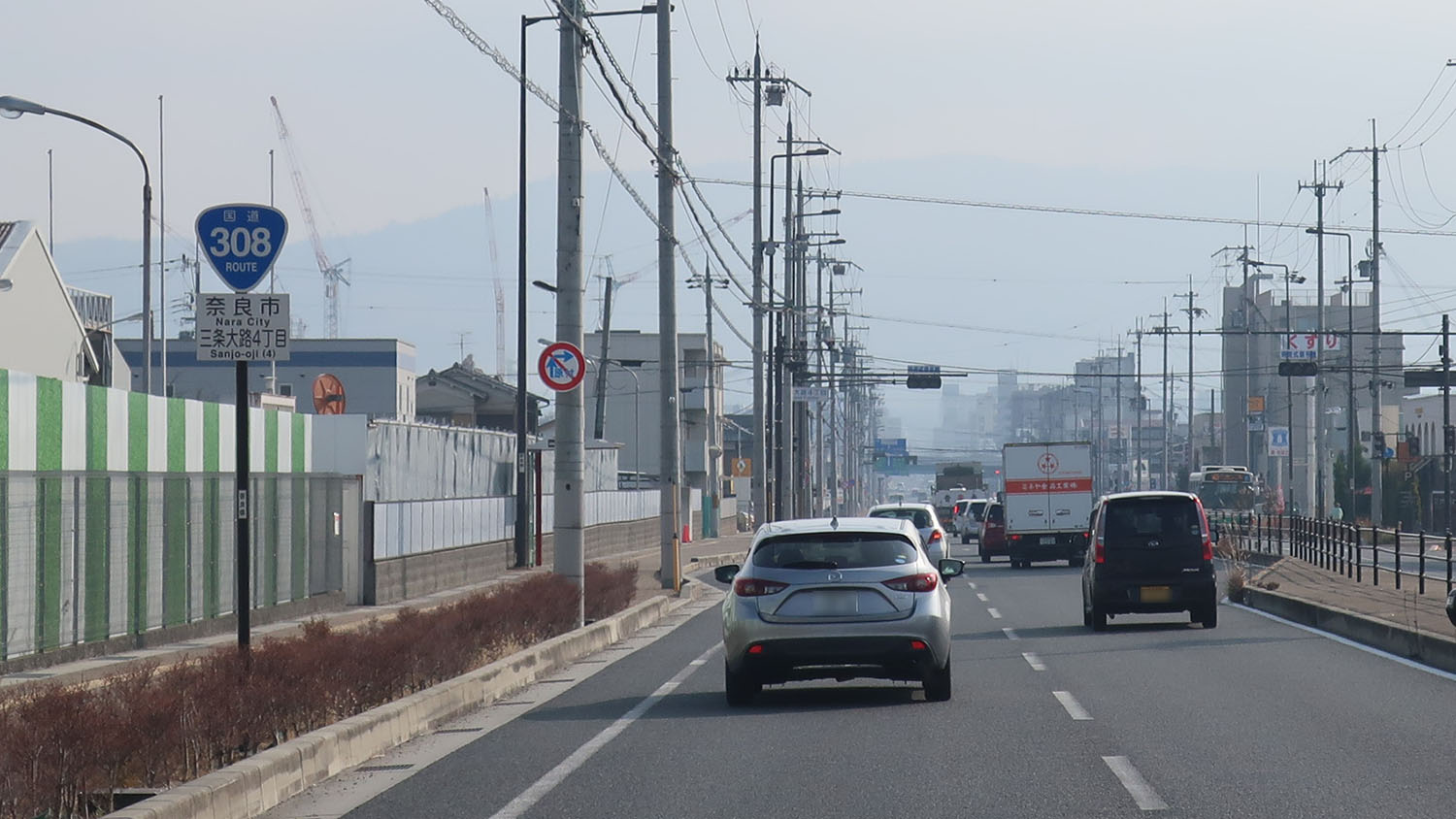
大宮道路
奈良県奈良市三条大路4丁目

- 阪奈道路（奈良市・奈良県道1号奈良生駒線重複区間[注釈 6]）
- 大宮道路（奈良市）
- 第二阪奈道路（大阪府東大阪市 - 奈良県奈良市）は国道308号のバイパスとして建設されたが、2019年（平成31年）4月1日に指定を解除されている。

### 重複区間
- 国道479号（新深江交差点 - 深江橋交差点）
- 国道170号・旧道（東山町交差点 - 箱殿交差点）

### 道の駅
- 道の駅クロスウェイなかまち（奈良市）

## 地理
奈良県と大阪府の府県境に南北に走る標高550 mに満たない生駒山地を越えて、奈良市の中心部と大阪の心斎橋を最短距離のルートでほぼ一直線に結ぶ。東大阪市の近鉄奈良線ガード下を越えてからは、暗峠（標高455 m）までの区間および、榁木峠（標高270 m）の西側は急坂区間となっている。麓の住宅地から暗峠へは、道幅も狭くなり山の中へと入っていく。
特に暗峠の西側、東大阪市東豊浦町にある勧成院の海抜が100 m、峠の海抜は450 mと高低差が大きい。そのため最大傾斜勾配が31 %あり、自動車通行可能な国道としては最も急な坂道ともいわれる。峠から大阪側へ進む際には転がり落ちるような感覚となる。一方、峠から奈良側の勾配は、大阪側と比べて緩やかである。
ただし、標高が低めで舗装が良好ということもあり、車両も少なからず通行するが、急斜面に造られた棚田のそばを通り、弘法大師堂といった古寺や地蔵、石仏も多くあるなどから、子供からお年寄りまで楽しめる格好のハイキングコースにもなっている。

### 通過する自治体
- 大阪府
  - 大阪市（中央区 - 東成区） - 東大阪市
- 奈良県
  - 生駒市 - 大和郡山市 - 奈良市

### 交差する道路
| 交差する道路                                                                          | 交差する場所 | 交差する場所 | 交差する場所 | 交差する場所     | 備考                                  |
| ------------------------------------------------------------------------------------- | ------------ | ------------ | ------------ | ---------------- | ------------------------------------- |
| 国道25号・国道26号・国道165号〈御堂筋〉                                               | 大阪府       | 大阪市       | 中央区       | 新橋             |                                       |
| 大阪府道102号恵美須南森町線〈堺筋〉                                                   | 大阪府       | 大阪市       | 中央区       | 長堀橋           |                                       |
| 大阪市道天神橋天王寺線〈松屋町筋〉                                                    | 大阪府       | 大阪市       | 中央区       | 松屋町           |                                       |
| 大阪府道30号大阪和泉泉南線〈谷町筋〉                                                  | 大阪府       | 大阪市       | 中央区       | 谷町6            |                                       |
| 大阪市道赤川天王寺線〈上町筋〉                                                        | 大阪府       | 大阪市       | 中央区       | 上本町1          |                                       |
| 大阪市道上新庄生野線                                                                  | 大阪府       | 大阪市       | 東成区       | 玉津1            |                                       |
| 大阪市道大阪環状線                                                                    | 大阪府       | 大阪市       | 東成区       | 今里             |                                       |
| 国道479号〈大阪内環状線〉                                                             | 大阪府       | 大阪市       | 東成区       | 新深江           |                                       |
| 大阪市道築港深江線〈中央大通〉 国道479号〈大阪内環状線〉                              | 大阪府       | 大阪市       | 東成区       | 深江橋           |                                       |
| 阪神高速13号東大阪線高井田出入口                                                      | 大阪府       | 東大阪市     | 東大阪市     | 高井田本通六丁目 |                                       |
| 大阪府道15号八尾茨木線                                                                | 大阪府       | 東大阪市     | 東大阪市     | 藤戸新田         |                                       |
| 大阪府道2号大阪中央環状線（旧道）                                                     | 大阪府       | 東大阪市     | 東大阪市     | 長田             |                                       |
| 阪神高速13号東大阪線長田出入口                                                        | 大阪府       | 東大阪市     | 東大阪市     | （長田中二丁目） |                                       |
| 大阪府道2号大阪中央環状線                                                             | 大阪府       | 東大阪市     | 東大阪市     | 西荒本北         | ※国道308号東行と大阪府道2号北行を接続 |
| 大阪府道2号大阪中央環状線                                                             | 大阪府       | 東大阪市     | 東大阪市     | 西荒本南         | ※国道308号西行と大阪府道2号北行を接続 |
| 大阪府道2号大阪中央環状線                                                             | 大阪府       | 東大阪市     | 東大阪市     | 東荒本北         | ※国道308号東行と大阪府道2号南行を接続 |
| 大阪府道2号大阪中央環状線                                                             | 大阪府       | 東大阪市     | 東大阪市     | 東荒本南         | ※国道308号西行と大阪府道2号南行を接続 |
| 阪神高速13号東大阪線東大阪荒本出入口                                                  | 大阪府       | 東大阪市     | 東大阪市     | 荒本東           |                                       |
| 阪神高速13号東大阪線中野出入口                                                        | 大阪府       | 東大阪市     | 東大阪市     | 横枕西           |                                       |
| 大阪府道21号八尾枚方線                                                                | 大阪府       | 東大阪市     | 東大阪市     | 河内中野南       |                                       |
| 阪神高速13号東大阪線水走出入口 第二阪奈有料道路西石切ランプ 国道170号〈大阪外環状線〉 | 大阪府       | 東大阪市     | 東大阪市     | 被服団地前       |                                       |
| 国道170号                                                                             | 大阪府       | 東大阪市     | 東大阪市     | 新石切駅前       | ※国道308号東行と国道170号を接続       |
| 国道170号                                                                             | 大阪府       | 東大阪市     | 東大阪市     | 東山             | ※国道308号西行と国道170号を接続       |
| 国道170号                                                                             | 大阪府       | 東大阪市     | 東大阪市     | 箱殿             |                                       |
| 国道168号〈南生駒バイパス〉                                                           | 奈良県       | 生駒市       | 生駒市       | 小瀬町西         |                                       |
| 国道168号                                                                             | 奈良県       | 生駒市       | 生駒市       | （小瀬町）       |                                       |
| 奈良県道7号枚方大和郡山線                                                             | 奈良県       | 奈良市       | 奈良市       | 砂茶屋           |                                       |
| 奈良県道1号奈良生駒線〈大宮通り〉 奈良県道52号奈良精華線                              | 奈良県       | 奈良市       | 奈良市       | （尼辻北町）     | ※大宮道路交差点                       |
| 奈良県道9号大和郡山斑鳩線                                                             | 奈良県       | 奈良市       | 奈良市       | 三条大路5丁目    |                                       |
| 国道24号 奈良県道1号奈良生駒線〈三条通り〉                                            | 奈良県       | 奈良市       | 奈良市       | 三条大路2丁目    |                                       |

※交差する場所の括弧書きは地名、それ以外は交差点名で表示